# Plateau McGregor
Il Plateau McGregor è un sub-plateau del Plateau Fraser, la più settentrionale delle grandi suddivisioni dell'Interior Plateau che si estende sulle regioni interne del Nord-ovest Pacifico.

## Caratteristiche
Situato nella provincia canadese della Columbia Britannica, a est della città di Prince George, il Plateau McGregor si trova tra l'asse centrale delle Montagne Rocciose settentrionali a est, e il fiume Fraser a ovest. L'inizio è a sudest del fiume alla confluenza del Torpy con il Fraser; prosegue poi in direzione nordovest, parallelo al Fraser e alle Montagne Rocciose per finire nell'area degli Arctic and Pacific Lakes a nord della grande curva del fiume Fraser, appena a monte e a nordest della città di Prince George.
Il Plateau McGregor ha una struttura molto montuosa e include parecchi grandi fiumi, i maggiori dei quali sono il Fiume McGregor e l'Herrick Creek. Fa parte del Plateau anche la catena montuosa del McGregor Range, che si trova tra i fiumi McGregor e Torpy.

## Denominazione
Il plateau è stato così chiamato in onore del capitano canadese James Herrick McGregor, morto il 25 aprile 1915 nella seconda battaglia di Ypres, in Belgio, nel corso della prima guerra mondiale, mentre prestava servizio nel 16th Battalion Canadian Highland Brigade.